# Mahlon Loomis

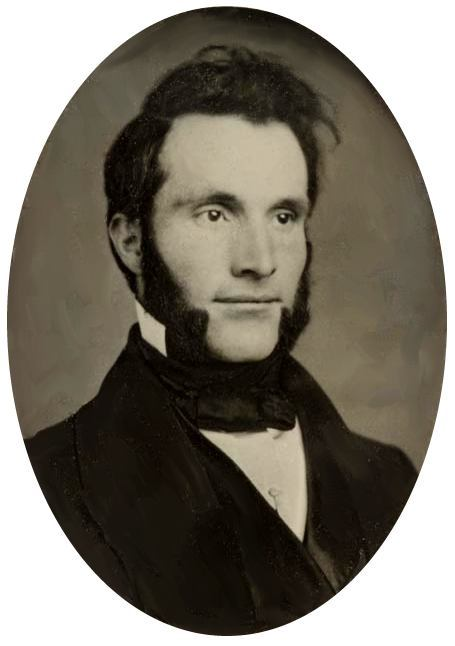
Mahlon Loomis omstreeks 1865.

Mahlon Loomis (Oppenheim (New York), 1826 - 1886) was een Amerikaans uitvinder. Hij is vooral bekend geworden door zijn experimenten met draadloze telegrafie.

## Levensloop
Loomis, van beroep tandarts in Washington D.C., claimde dat hij in oktober 1866 signalen had overgebracht tussen de toppen van Bear's Den Mountain naar de Catoctin Mountain in de Blue Ridge Mountains in Virginia, over een afstand van 14 mijl, waarbij hij gebruik maakte van vliegers als antenne. Hier waren echter geen onafhankelijke getuigen bij aanwezig.
Loomis ontving op 30 juni 1872 een patent onder nummer 129971 voor een draadloze telegraaf onder de titel: A new and Improved Mode of Telegraphing and of Generating Light, Heat, and Motive Power. Dit uit één bladzijde bestaande patent is een vage claim over het gebruik van atmosferische elektriciteit om de dan gangbare bovengrondse bedrading van telegraafsystemen te elimineren. Het patent bevat echter geen schematisch diagram dat weergeeft hoe het systeem wordt gebouwd en geen theorie hoe het zou moeten werken. Loomis stelde zich voor dat er torens op hoge bergtoppen zouden staan, om op deze manier een elektrische verbinding tot stand te brengen via de atmosferische lagen en op deze manier een elektrisch circuit tot te onderhouden.
Loomis trachtte het Congres ervan te overtuigen om het ontwerp van zijn draadloos systeem en het testen hiervan te financieren. Hij wilde hiervoor als bewijs van de werking van het systeem signalen direct via de atmosfeer telegraferen tussen de Verenigde Staten en Zwitserland. Het Congres weigerde echter de benodigde $50.000 hiervoor te spenderen. Tot de dag van vandaag zijn er nog mensen die beweren dat deze weigering Loomis heeft belemmerd in zijn pogingen om, nog ruim twee decaden vóór Marconi, een radiosysteem te ontwikkelen. Het onbehagen dat hierdoor bij hem ontstond bracht zijn vrouw ertoe om van hem te scheiden.
In 1868 demonstreerde Loomis als eigenaar van de Loomis Aerial Telegraph Co. een draadloos experiment aan een aantal Congresleden en wetenschappers. Hij maakt twee vliegers, waarvan de onderzijde was gemaakt van kopergaas dat was verbonden met het vliegerkoord, gemaakt van koperdraad. Hij liet beide vliegers op met een tussenafstand van 29 km (18 mijl) en zette spanning op het vliegerkoord. De andere vlieger was voorzien van een galvanometer die de stroomdoorgave via de atmosfeer moest meten. Het experiment mislukte jammerlijk, er werd geen elektrisch signaal waargenomen waardoor zijn theorie flopte. Hij voerde als reden voor de mislukking aan dat de atmosfeer ten tijde van het experiment bestond uit elektrisch geleidende lagen en dat de vliegers niet op dezelfde hoogte hingen. Maar meer waarschijnlijk is dat de apparatuur die hij gebruikte slecht ontworpen of gefabriceerd was en dat ze niet werkten zoals hij dat bedoeld had. Tijdens latere experimenten was hij wel succesvol. Hij plaatste hierbij stalen masten op houten torens en voerde zijn experiment verder op dezelfde wijze uit.
Vlak bij Bears Den Mountain, op het kerkhof van zijn woonplaats Terra Alta, is een gedenkteken met het volgende opschrift dat herinnert aan zijn werk: From nearby Bear's Den Mountain to the Catoctin Ridge, a distance of fourteen miles, Dr. Mahlon Loomis, Dentist, sent the first aerial wireless signals, 1866-73, using kites flown by copper wires. Loomis received a patent in 1872 and his company was chartered by Congress in 1873. But lack of capital frustrated his experiments. He died in 1866. Virginia Conservation Commission 1848.